# Спящий космический корабль
Спящий космический корабль — гипотетический тип автоматизированного пилотируемого космического корабля, экипаж и все пассажиры которого путешествуют через космическое пространство, находясь в стазисе, в некоторой форме гибернации — приостановленной жизнедеятельности или длительном глубоком сне. Это в настоящее время всё ещё невозможно. Единственной известной технологией, позволяющей длительно приостанавливать жизнедеятельность человека, является замораживание эмбрионов человека на ранней стадии посредством криоконсервации эмбрионов, что лежит в основе концепции колонизации космоса эмбрионами.

## В литературе и кинематографе
Самая распространённая роль спящих кораблей в художественной литературе — межзвёздные или межгалактические путешествия, как правило, со сверхсветовой скоростью. Время в пути для таких путешествий может достигать сотен или тысяч лет, что требует временного приостановления жизнедеятельности, которое необходимо, чтобы исходная команда космических путешественников дожила до своего места назначения. Приостановление жизнедеятельности также требуется на судах, которые нельзя использовать в качестве кораблей поколений.
Замораживание астронавтов, вероятно, повлечёт за собой витрификацию всего тела и, скорее всего, будет заморожено до 145 кельвинов, чтобы снизить риск разрушения тканей.
Приостановленная жизнедеятельность также может быть полезна для уменьшения потребления ресурсов системы жизнеобеспечения для членов экипажа, которые не нужны во время полёта, и по этой причине спящие корабли иногда также появляются в контексте межпланетного путешествия.

## Примеры
Ниже приводятся некоторые примеры известных звёздных (космических) спящих кораблей в медиа жанра научной фантастики.
Подробно описанный в литературе (или показанный в фильмах) транспорт
- SS Botany Bay[итал.] — спящий корабль-общежитие, описывается в эпизоде «Космическое семя» оригинального телесериала «Звёздный путь».
- «Ностромо» — спящий / грузовой корабль в фильме «Чужой» (1979).
- «Сулако» (англ. USS Sulaco) — вымышленный спящий космический корабль из фильма «Чужие» (1986), десантный корабль колониальной морской пехоты США.
- USSC Discovery One — межпланетный спящий корабль, одна из главных тем всей франшизы «Космическая одиссея». В фильме «Космическая одиссея 2001 года», шесть членов экипажа находятся на космическом корабле: командир «Дейв» Боуман и Фрэнк Пул проснулись раньше других; Виктор Каминский, Джек Кимбалл и Чарльз Хантер были убиты шестым участником: психопатическим искусственным интеллектом HAL 9000.

Произведения, в которых описывается спящий космический корабль
- «Дальний Центавр»  (англ. Far Centaurus; 1944) — научно-фантастический рассказ канадско-американского писателя А. Э. ван Вогта, опубликованный как часть сборника «Место назначения: Вселенная!»[англ.] в 1952 году. Экипаж космического корабля отправляется в 500-летний полёт на Альфа Центавра, в котором принимает экспериментальный препарат для сна, лишь просыпаясь каждые 150 лет, чтобы удостовериться, что всё в порядке.
- «Пандорум» (англ. Pandorum, 2009) — научно-фантастический художественный фильм по сценарию Трейвиса Миллоу (англ. Travis Milloy), режиссёр Кристиан Альварт.
- «Пассажиры» (англ. Passengers; 2016) — американская научно-фантастическая мелодрама режиссёра Мортена Тильдума. В фильме подвесная система пробуждения, удерживающая 5000 пассажиров в спящем режиме на борту космического корабля «Авалон», выходит из строя в результате столкновений с астероидами.
- «Затерянные в космосе» (англ. Lost in Space; 1998) — американский фантастический, приключенческий фильм Стивена Хопкинса. В спящем космическом корабле система приостановленного пробуждения выходит из строя, преждевременно выводя экипаж из Юпитера 2.
- «Планета обезьян» (1968) — научно-фантастический художественный фильм Франклина Шеффнера по одноимённому роману Пьера Буля, в котором спящий космический корабль, отправленный с Земли к одной из звёзд созвездия Ориона с околосветовой скоростью, совершает посадку на неизвестной планете.
- «Аватар» (англ. Avatar; 2009) — американский научно-фантастический фильм сценариста и режиссёра Джеймса Кэмерона, в котором люди в 2154 году прибывают на «Пандору», обитаемый спутник газовой планеты в звёздной системе Альфы Центавра на спящем корабле.
- «Звёздные врата: SG-1» — научно-фантастический телевизионный сериал.
- Звёздные врата (Дриф)[англ.] — экипаж «Судьбы[фр.]» входит в стазис[англ.] во время потенциально тысячелетнего полёта.
- «Прометей» — в фильме 2012 года показан спящий корабль, на борту которого находится спящий экипаж и замороженные человеческие эмбрионы[англ.].

## Другие концепции космических кораблей
Основные концепции звёздных (космических) кораблей в медиа жанра научной фантастически:
- Межзвёздный ковчег — межзвёздный космический корабль.
- Корабль поколений — гипотетический тип звездолёта типа «межзвёздного ковчега» для межзвёздных путешествий.
- Столетний космический корабль — проект НАСА и DARPA для подготовки пилотируемого полёта в дальний космос.